# 佐伯好郎
佐伯 好郎（さえき よしろう、明治4年8月1日（1871年9月15日）広島県 - 1965年6月26日）は、日本の言語学者・英語学者・西洋古典学者・ローマ法学者・東洋学者・東洋宗教史家。キリスト者でもある。英語名は「ピーター・（ヨシロウ・）サエキ」。

## 概要
言語学・法学・歴史学など複数分野にまたがる西洋古典学の研究・教育で大きな業績を残したが、特にネストリウス派キリスト教（景教）の東伝史に関する研究で国際的に有名になり「景教博士」と称された。また日本人とユダヤ人が同祖であるとする日ユ同祖論の最初期の論者としても知られ、独自の歴史観を唱えた。戦後は故郷・廿日市の町長を務めるなど、戦災や原爆で荒廃した広島県の再建に尽くした。

## 経歴

### 大学卒業まで
広島県佐伯郡（現・廿日市市）で父・友七と母・トヨの間に生まれる（生家は厳島神社神主職を務めた佐伯氏の流れをくむとされる）。長じて上京し東京専門学校（現・早稲田大学）に入学して英文科（法律科とする説もある）に学び、1890年（明治23年）に卒業した。この間、19歳の時英国聖公会の東京築地の聖パウロ教会で洗礼を受けキリスト教徒となった。卒業後、1893年アメリカに渡航したのち、当時英領であったカナダに移りトロント大学で言語学を専攻して英語・古典語の習得につとめ1895年卒業した。

### 英語教師・言語学者として
翌1896年に帰国した佐伯は、母校・東京専門学校および和仏法律学校（現・法政大学）などの英語科に出講し、正宗白鳥らの学生を教えた。その後彼は矢田部良吉に認められ、1897年春、高等師範学校（現・筑波大学）に招かれ講師となった。しかし1899年9月に同校を辞職し、かねてから尊敬していた内村鑑三が校長を務める独立女学校（現・東海大学付属望洋高等学校）の教頭となった。また内村が主筆をしていた東京独立雑誌の社員になった。しかし佐伯はほどなくして学校の経営問題を巡って内村と正面衝突し、1902年には同校を退職。再び東京高師の講師に復帰した。1897年から1904年まで同校の附属中学校（現・筑波大学附属中学校・高等学校）でも鳩山一郎、石黒忠篤らに英語を教えた。その後1907年-08年の欧州視察を経て1913年（大正2年）には第五高等学校（現・熊本大学）教授、1916年以降東京高等工業学校〈現・東京工業大学〉で教鞭を執り、1922年より明治大学法学部で講師として新設の羅馬法講座を担当した。

### 景教学者として
英語教育のかたわら、佐伯は日清戦争を契機としてネストリウス派キリスト教（景教）の研究を志すようになり、1904年、33歳のとき英語学から中国学への転向を決意、1911年には景教研究の最初の著作『景教碑文研究』を刊行した。1931年（昭和6年）東方文化学院東京研究所（戦後東京大学東洋文化研究所に吸収）の研究員となり（〜40年）、同年、北京でシリア語の詩編の碑石を発見し、1935年『景教の研究』を刊行した。1941年1月には東京帝国大学（現・東京大学）から、景教研究により文学博士号を授与された（学位論文の題は　「支那に於いて近頃発見せられたる景教経典の研究」
）。1943年には、それまでの中国キリスト教史研究の集大成といえる全5巻の大著『支那基督教の研究』を刊行した。

### 日本聖公会秘密結社事件
1942年（昭和17年）、日本基督教団への合同をめぐり、日本聖公会内で意見が分かれ、合同を躊躇する佐々木鎮次、八代斌助ら6名の監督を、大久保基督教会の信徒総代の一人だった佐伯好郎が刑事告訴した。
告発理由は、「国内に於いて依然米英的組織を維持して活動を続け」ることは、「敵国米英が知るときは其の狡猾なる思想謀略の」餌となり、「利用せらるる虞ある」からとするものだった。
佐々木鎮次・須貝止両主教は通牒の疑いにより検挙されたが、不起訴となり釈放された。しかし厳しい取り調べにより歩行困難なまでに衰弱し、両名とも戦後まもなく死亡した。

### 戦後の活動
第二次世界大戦末期の1944年より戦災を避けて故郷・廿日市町に疎開していた佐伯は、戦後の1947年1月、既に老齢（76歳）に達していたにもかかわらず同町の町長に選ばれ、1956年9月まで在任した。同時期には、広島在住の文化人により同じく1947年9月に結成された「日本文化平和協会」の副会長に選ばれ、原爆投下により灰燼に帰した近隣の広島市の再建についていくつかの助言を行った。
その一方で1952年頃犬塚惟重を会長として結成され偽史関係者が集った「日猶懇話会」に顧問として参加するなど、多彩な活動を展開し、最晩年の1962年10月には日本人として3人目の「早稲田大学名誉博士」となった。
1965年6月26日、老衰の上に肺炎を併発し廿日市の生家にて94歳で死去した。

## 評価・批判
佐伯の宗教史研究は比較宗教学者マックス・ミュラー（アーリアン学説の提唱者）の影響を受けたものであり、彼の景教東伝史研究は、英語の著書も刊行されたことから日本国内のみならず国際的にも高い評価を獲得した。この結果、佐伯はその後長く景教史研究の国際的権威とみなされることになった。
しかしその一方、1908年の論文「太秦を論ず」で発表された「秦氏＝ユダヤ人景教徒」説は、古代日本の渡来人系有力氏族・秦氏の本拠地であった京都・太秦の地名・遺跡などを根拠としながらもほとんど語呂合わせ的なものであり、当時の歴史学界ではほとんど相手にされなかった（現在も否定されている）。
彼の日ユ同祖論（日本人・ユダヤ人同祖論）を主張する人々からは、同祖論を学術的に根拠づけるものとして歓迎されたが、晩年、弟子の服部之総に「在来の、日本的に矮小な開発計画では駄目だ。ユダヤ人の大資本を導入してやろう。それにはユダヤ人の注意を日本に向けさせる必要がある」と、同祖論が単なる功利的な「企画」であることを語り、服部を仰天させた。

## エピソード
幼少時は「神童」として知られ、1885年（明治18年）、明治天皇が山陽道巡幸の過程で廿日市に立ち寄った際に氷水の献上役を務めた。また学者らしからぬ度胸の持ち主で、晩年、廿日市町長であった時には、暴力団員のような若者が脅迫のため押しかけたさいに「ケンカなら外でやろう」と近隣の天神山の石段下まで連れて行きその男を辟易させたという逸話が伝えられている。

## 著書
英語版
すべてP.Y.Saeki名義。
- The Nestorian monument in China, Society for Promoting Christian Knowledge, 1916
- The Luminous Religion : a study of Nestorian Christianity in China, Carey Press, 1925
- Old problems concerning the Nestorian monument in China re-examined in the light of newly discovered facts, North China Branch of the Royal Asiatic Society, 1936
- The Nestorian documents and relics in China,  Toho Bunka Gakuin（東方文化学院）, 1937

日本語版
- 『新舊比較對照日本刑法』 法政大学、1907年
- 『景教碑文研究』 待漏書院、1911年。復刻版 大空社「アジア学叢書」、1996年
- 『羅馬法綱要』 芳成堂書店、1927年
- 『景教文獻及遺物目録』（私家版）、1932年。丸善、1950年
- 『景教の研究』 東方文化学院東京研究所、1935年。復刻版 名著普及会、1978年
- 『支那基督教の研究』〈東方文化学院研究報告〉（全4巻） 春秋社松柏館、1943-49年。増訂版 名著普及会 (全5巻)、1979年

唐宋時代の支那基督教、元時代の支那基督教、明時代の支那基督教
清時代の支那基督教、元主忽必烈が欧洲に派遣したる景教僧の旅行誌
- 『マルコ・ポウロの『東方見聞録』』〈清明文庫〉 春秋社松柏館、1945年
- 『中國に於ける景教衰亡の歴史：キリスト教の成立に及ぼしたるローマ法學思想の影響』 ハーバード・燕京・同志社東方文化講座委員会、1955年
- 『ローマ帝國キリスト教保護規定の研究：ローマ法とキリスト教』 春秋社、1957年

## 関連人物
- 英文学者の本田増次郎と旧知の仲であった[13]。

## 関連文献
- 廿日市町郷土文化研究会『廿日市の文化』第4集（佐伯好郎先生特集号） 1965年

追悼特集号として刊行されたもの。今堀誠二らが寄稿。
- 佐伯好郎伝記刊行会『佐伯好郎遺稿並伝』 1970年